# 104 Тельца
104 Тельца (104 Tauri, m Тельца, m Tauri, сокращ. 104 Tau, m Tau) — звезда в зодиакальном созвездии Тельца. Звезда имеет видимую звёздную величину +4,92m и, согласно шкале Бортля, звезда видна невооружённым глазом пригородном/городском небе (англ. Suburban/urban transition).
Из измерений параллакса, полученных во время миссии Gaia известно, что звезда удалена примерно на 51,82 св. лет (15,89 пк) от Земли. Звезда наблюдается севернее 72° ю. ш., то есть видна практически на всей территории обитаемой Земли, за исключением приполярных областей Антарктиды. Лучшее время наблюдения — декабрь.
Звезда 104 Тельца движется довольно быстро относительно Солнца: её радиальная гелиоцентрическая скорость равна 20 км/с, что в 2 раза больше скорости местных звёзд Галактического диска, а также это значит, что звезда удаляется от Солнца. Звезда приближалась к Солнцу на расстояние 44,56 св. лет 158 000 лет назад, когда она увеличивала свою яркость на 0,49m до величины 4,43m (то есть светила тогда, как Ипсилон Лебедя светит сейчас). По небосводу звезда движется на северо-восток, проходя по небесной сфере со 0,535 угловых секунд в год.
Средняя пространственная скорость 104 Тельца имеет компоненты (U, V, W)=(−26.0, −23.1, 27.6), что означает U=−26,0 км/с (движется от галактического центра), V=−23,1 км/с (движется против направления галактического вращения) и W=27,6 км/с (движется в направлении северного галактического полюса).

## Имя звезды
m Тельца (латинизированный вариант лат. m Tauri) является обозначениями Байера, данное звезде в 1603 году. 104 Тельца (латинизированный вариант лат. 104 Tauri) являются обозначением Флемстида.
Обозначения компонентов как 104 Тельца AB вытекают из конвенции, используемой Вашингтонским каталогом визуально-двойных звёзд (WDS) для звёздных систем, и принятого Международным астрономическим союзом (МАС).

## Свойства 104 Тельца
104 Тельца — судя по её спектральному классу G4V звезда является карликом спектрального класса G, что указывает на то, что водород в ядре звезды ещё является ядерным «топливом», то есть звезда, пока ещё, находится на главной последовательности. Масса звезды равна солнечной: 1,0 {\displaystyle M_{\bigodot }}. Звезда излучает энергию со своей внешней атмосферы при эффективной температуре около 5717 К, что придаёт ей характерный жёлтый цвет.
В связи с небольшим расстоянием до звезды её радиус может быть измерен непосредственно, и такая попытка была сделана в 1983 году и так как звезда оптически-двойная, то были измерены сразу два её компонента. Данные об этом измерении приведены в таблице:
| Имя звезды | Год  | m    | Спектр | D (mas) | Rабс ({\displaystyle R_{\bigodot }}) | Комм.  |
| Глизе 188A | 1983 | 4.90 | G4V    | —       | 1.0                                  | [ 11 ] |
| Глизе 188B | 1983 | 5.70 | —      | —       | 1.0                                  | [ 12 ] |

Сейчас мы знаем, что радиус звезды должен быть 1,63 {\displaystyle R_{\bigodot }}, то есть измерение 1983 года было недостаточно точным. Светимость звезды, равная 2,41 {\displaystyle L_{\bigodot }}, типична для проэволюционировавшей звезды спектрального класса G.
Звезда имеет поверхностную гравитацию, характерную для проэволюционировавшего карлика 4,06 СГС или 114,8 м/с2, то есть на 58 % меньше, чем на Солнце (274,0 м/с2). Звёзды, имеющие планеты, имеют тенденцию иметь большую металличность по сравнению Солнцем, однако 104 Тельца имеет значение металличности — −0,22, то есть почти 60 % от солнечного значения, что позволяет предположить, что звезда «пришла» из других областей Галактики, где было довольно мало металлов, и рождено в молекулярном облаке благодаря менее плотному звёздному населению и меньшему количеству сверхновых звёзд. Звезда демонстрирует убедительные доказательства избытка инфракрасного излучения, что свидетельствует о наличии остаточного диска.
Скорость вращения 104 Тельца превосходит солнечную почти в 5 раз и равна 10,00 км/с, что даёт период вращения звезды — 5,20 дня. Видимая звёздная величина звезды указывает на то, что это молодая звезда населения I. Однако содержание химических элементов её внешней атмосферы рассказывает другую историю: что это звезда населения II с возрастом 12-13 миллиардов лет. Это несоответствие может указывать на то, что звезда прошла период аккреции. На это также указывает высокая скорость вращения. Возможные сценарии показывают, что звезда либо слилась с близким спутником, либо провзаимодействовала с облаком-прародителем близлежащего рассеянного звёздного скопления NGC 2516.
Звезда довольно старая и её текущий возраст равен 10,15 млрд.. Также известно, что звёзды с массой 1,0 {\displaystyle M_{\bigodot }} живут на главной последовательности порядка 10,0 млрд. лет, то есть очень скоро, через несколько сотен миллионов лет (максимум 1-2 миллиардов лет) 104 Тельца станет красным гигантом, а затем, сбросив внешние оболочки, станет белым карликом.

## История изучения кратности звезды
В 1912 году американский астроном Р. Эйткен открыл двойственность 104 Тельца, то есть открыл компонент B и звёзды вошли в каталоги как A 3010. Согласно Вашингтонскому каталогу визуально-двойных звёзд, параметры этих компонентов приведены в таблице:
| Компонент | Год  | Количество измерений | Позиционный угол | Угловое расстояние | Видимая звёздная величина компонента I | Видимая звёздная величина компонента II |
| B         | 1912 | 18                   | 6°               | 0.1″               | 5.8m                                   | 5.8m                                    |
| B         | 1988 | 18                   | 243°             | 0.1″               | 5.8m                                   | 5.8m                                    |

Обобщая все сведения о звезде, можно сказать, что у звезды 104 Тельца, похоже нет ни одного спутника:
- компонент B, звезда 6-й величины, находящаяся на угловом расстоянии 0,1 секунд дуги. У звезды, к сожалению, не известен параллакс, однако, во время наблюдений звезда двигалась по прямой, а это явный признак оптически-двойной звезды. Также известно, что 1956 году норвежский астроном Олин Эгген, наблюдая за этой близкой парой, в предположении, что звезды находятся на одинаковом расстоянии, рассчитал орбиты обеих звёзд. Их параметры были следующие: период обращения вокруг барицентра — 1,19 лет, большая полуось орбиты — 2,86 а.е., эксцентриситет — 0,9[17]. Однако дальнейшие измерения 1980-х и 1990-х не подтвердили эту орбиту. Скорости звёзд стабильны с точностью до 100 м/с в течение 388 дней, поэтому «горячих юпитеров» не существует, и их менее чем двухлетние орбиты исключаются с высокой достоверностью.

## Ближайшее окружение звезды
Следующие звёздные системы находятся на расстоянии в пределах 20 световых лет от звезды 104 Тельца (включены только: самая близкая звезда, самые яркие (<6,5m) и примечательные звёзды). Их спектральные классы приведены на фоне цвета этих классов (эти цвета взяты из названий спектральных типов и не соответствуют наблюдаемым цветам звёзд):
| Звезда       | Спектральный класс | Расстояние, св. лет |
| 111 Тельца   | F8 V + K5 V        | 5.37                |
| HD 29697     | K3 V               | 9.48                |
| Глизе 179    | M3V                | 10.51               |
| 39 Тельца    | G5 V               | 14.09               |
| Альдебаран   | K5III/M2V          | 15.53               |
| Глизе 208    | M0.0 Ve            | 16.57               |
| OU Близнецов | K3Vk               | 16.58               |

Рядом со звездой, на расстоянии 20 световых лет, есть ещё порядка 20 красных, оранжевых карликов и жёлтых карликов спектрального класса G, K и M, а также 2 белых карлика которые в список не попали.